# Suquamish
Suquamish az Amerikai Egyesült Államok északnyugati részén, Washington állam Kitsap megyéjében, a Port Madison rezervátumban elhelyezkedő statisztikai település. A 2010. évi népszámlálási adatok alapján 4140 lakosa van.
A településen található Seattle törzsfőnök nyughelye, valamint a suquamish törzs egykori téli üdülője is.

## Fordítás
Ez a szócikk részben vagy egészben  a   Suquamish, Washington című angol Wikipédia-szócikk ezen változatának fordításán alapul.  Az eredeti cikk szerkesztőit annak laptörténete sorolja fel. Ez a jelzés csupán a megfogalmazás eredetét és a szerzői jogokat jelzi, nem szolgál a cikkben szereplő információk forrásmegjelöléseként.